# Macarostola zehntneri
Macarostola zehntneri är en fjärilsart som först beskrevs av Pieter Cornelius Tobias Snellen 1902.  Macarostola zehntneri ingår i släktet Macarostola och familjen styltmalar. Inga underarter finns listade i Catalogue of Life.